# Chouteau County
Chouteau County is een county in de Amerikaanse staat Montana.
De county heeft een landoppervlakte van 10.291 km² en telt 5.970 inwoners (volkstelling 2000). De hoofdplaats is Fort Benton.